# Christian Gottfried von Johnn
Christian Gottfried von Johnn (død 1733) var en holstensk embedsmand.
Han tilhørte en holstensk embedsfamilie og var vicekansler ved regeringen i Glückstadt, konferensråd, Ridder af Dannebrog og blev adlet af kejseren 1694. 
Han var far til diplomaten Christian August von Johnn.